# Toczeń rumieniowaty krążkowy
Toczeń rumieniowaty krążkowy (postać ogniskowa tocznia rumieniowatego, postać przewlekła tocznia rumieniowatego), DLE (od ang. discoid lupus erythematosus) – choroba autoimmunologiczna należąca do grupy toczni rumieniowatych, ograniczona do skóry bez zajmowania narządów wewnętrznych. Rzadko stwierdza się przeciwciała przeciwjądrowe ANA, w części przypadków stwierdza się przeciwciała przeciw ssDNA. Występuje nadwrażliwość na światło, choć jest ona mniejsza niż w podostrej postaci tocznia rumieniowatego.

## Obraz kliniczny
Wykwity mają charakter szerzących się obwodowo ognisk rumienionowo-obrzękowych zlewających się w blaszki, w części centralnej dochodzi do zaniku lub bliznowacenia. Zmiany mają szorstką powierzchnię (hiperkeratoza mieszkowa) pokrytą łuskami. Po usunięciu łusek zostają uwidocznione ujścia mieszków (objaw gwoździa tapicera).
Zmiany lokalizują się głównie w okolicach odsłoniętych:
- twarz – zmiany często mają kształt motyla, zajmują nos i policzki
- małżowiny uszne
- skóra owłosiona głowy – zmiany pozostawiają blizny i trwałe wyłysienie
- błony śluzowe policzków i języka – rzadziej, ogniska mogą przypominać leukoplakię.

## Odmiany kliniczne
- obrzękowa – bez bliznowacenia
- przerosła – wyniosłe zmiany
- hiperkeratotyczna lub brodawkująca – nasilona hiperkeratoza, powstają nierówne i pozaciągane blizny
- odmrozinowa (chilblain lupus) – zmiany rumieniowe o odcieniu fiołkowym na nosie, małżowinach usznych i rękach
- rozsiana (DDLE) – lokalizacja poniżej linii karku.

## Leczenie
- leki przeciwmalaryczne: arechina, chlorochina, hydroksychlorochina
- miejscowo niskie dawki kortykosteroidów